# Napalm

Um caça bombardeiro North American F-100 Super Sabre despejando bombas, do tipo BLU, contendo Napalm, em um exercício de treinamento.

Napalm (mistura de Naftenato de alumínio e Palmitato de alumínio mono e di-hidroxilados), NP (NaPalm) é associado a um conjunto de líquidos inflamáveis à base de gasolina gelificada, utilizados como armamento militar incendiário convencional. O napalm é, na realidade, uma mistura do agente espessante (sal/soluto) de tais líquidos, que quando misturado com um composto petrolífero volátil (usualmente gasolina, gasóleo ou combustível grosso), aumenta a viscosidade deste solvente/solução (tixótropo) e torna maior a persistência incendiária em comparação com o combustível de partida.
O napalm, testado para implementação de preenchimento em campo, apresentava-se, inicialmente, como um sólido solvatado e extrusado (polímero de napalm em goma), podendo ser um sólido incendiário ou não. Dependendo do solvatador, o solvatado tomava a forma de uma uma graxa de alumínio de aspecto semi-sólido, de cor branca para um acastanhado e para sólidos de tom amarronzado, em forma de pellets, de variados tamanhos.
O sabonete de napalm, produzido e apresentado pela Nuodex, era um pó marrom, seco e não aderente. O sabonete de napalm, produzido e apresentado pela Shepherd, era um pó seco, não aderente e com uma cor, ligeiramente, amarelada. Purificado, ou não pré-solvatado, apresentava-se como um pó branco, correlativo a sabão de cálcio (oxidado), podendo, ambos, apresentar uma baixa taxa de dissolução para uma solubilidade em todas as proporções, em gasolina.
Atuando como agente antinévoa, o napalm retarda a evaporação de substâncias apolares (hidrocarbonetos), extraídas de petrolíferas. Napalm é um tipo de sabão.
Dependendo da formulação, a proporção da mistura combustível específica, necessária para diluir o detergente carboxílico (napalm, militarmente prosseguiram para M1, M2, M3 (octal) e M4), o espessado resultante podia ser inviável para os lança-chamas, mas satisfatório para bombas incendiárias fragmentadoras e minas dispersoras, devido a sua alta viscosidade.
A M-69 usava gasolina brunida, obtida pelo espessamento da gasolina gelificada (coloide) ou envelhecimento de um poroso ou do gel (Envelhecimento do poroso: Deixar as partículas se dissolverem, em recipiente fechado, com ou sem a presença de calor. Envelhecimento do gel: Diminuir a concentração do combustível por evaporação ou destilação.) da mesma. Ao contrário da gelificada a gasolina engomada era muito escorregadia, apresentando uma consistência de massa semissólida com maior densidade e corpo, tal propriedade física a fragmentava, quando disseminada por morteiros, minas fougasse e por granadas e conchas frangíveis.
Devido ao espessado/espessante ser um agente tixotrópico, quando agitado, quando é disseminado por explosivos, aquecido ou incendiado, diminui sua viscosidade, pois o movimento das suas entidades constituintes aumentam devido a diminuição das forças intermoleculares. A diminuição da viscosidade, na gasolina gelatinada, é gerada comumente por via endotérmica, o calor das explosões e o calor da combustão, ocasionados comumente pela combustão do fósforo branco (estopim), são os seus geradores. Napalm queima gerando temperaturas acima dos 800~1000 graus Celsius, super napalm 1300 graus Celsius.

## Composição e métodos de preparação
Napalm-A, no jargão, coincidente ao Napalm-A (napalm tipo A, X-104B), é uma substância impura, contendo três ou quatro substâncias. A mistura ou a interação destas, entre si, formam um composto. O composto é geralmente uma mistura de dois sais bipolares que, ao serem adicionados à gasolina, ou à outro combustível volátil, formam um espessado. Napalm é uma mistura de sais, preferivelmente, alcanoatos de alumínios (sabão de alumínio) de estrutura (RC(O)O-)nXR1R2.
Duas estruturas R (alquilo) são comuns para o Napalm, podendo ser o radical normal-pentadecil (Composto A) ligado a uma carbonil-hidroxila ou o radical ou um semelhante do 3-(3-etilciclopentil)propan-1-il (Composto B) ligado a uma carbonil-hidroxila. O cátion X é geralmente o alumínio ou sódio.
R= CH3(CH2)13CH2+, R[CH(CH2)3~4CH]n(CH2)mCH2+
R1= CH3(CH2)14C(O)O-, OH- (impureza<sub-produto) ou R[CH(CH2)3~4CH]n(CH2)mC(O)O-
R2= N/A ou OH- (impureza<sub-produto) (Composto A e B)
X= Sódio, Cálcio, Alumínio, Lítio, Bário, Zinco, Boro, Magnésio, Titânio...

### Nuodex Produtos Corp. Inc e Ferro Enamel Corp. Procedimentos
Napalm é classicamente preparado sobre três etapas. (I) Os ácidos naftênicos e palmítico são extraídos das suas respectivas fontes. (II) Os extraídos são alcalinizados por um excesso de base. Formou-se sabão dos ácidos naftênicos e palmítico. (IIIa) Os sais são lavados, adiciona-se uma 1 mol de hidróxido alcalino, e, posteriormente, de Alúmen (Ferro) ou sulfato de alumínio (Nuodex).
{\displaystyle {\ce {RC(O)OH + OH- -> RC(O)O- + HOH}}}
Aluminização dos sabões de sódio pelo sulfato de alumínio.
{\displaystyle {\ce {2 OH- + 4 RC(O)O- + Al2(SO4)3 -> 2 [RC(O)O]2(OH)Al + 3 SO4- 2}}}
Aluminização dos sabões de sódio pelo alúmen.
{\displaystyle {\ce {OH- + 2 RC(O)O- + Al(SO4)2- -> [RC(O)O]2(OH)Al + 2 SO4- 2}}}
Diversos sabões de alumínio são preparados por esta rota. Em semelhança, sabão hidroxilado e di-hidroxilado de i-octal é produzido em duas etapas. (I) 4 moles de ácido i-octanóico são alcalinizados por 6 moles do agente químico. (II) É adicionado um mol de Sulfato de alumínio hidratado e livre de Sulfato de ferro e outras impurezas.
{\displaystyle {\ce {6 OH- + 4 RC(O)OH + Al2(SO4)3 -> 3 SO4^2- + 4 H2O + 2 [RC(O)O]2Al-OH}}}
A adição de sais de alumínio, na solução detergente, forma, em instantâneo, o sabão hidroxilado de alumínio. A mistura é continuamente agitada, os flóculos são desmembrados, formando uma nata.
{\displaystyle {\ce {[RC(O)O]n(OH)nAln -> [RC(O)O]n(OH)nAln + XAl(OH)3}}}
A nata, composta por partículas extremamente finas do sabão metálico, torna dificultosa a filtragem. A massa é filtrada, preferivelmente, sob vácuo. A massa fina é então seca, na temperatura de fervura da água ou sob pressão reduzida. A presença da umidade, no sabão, pode repelir o combustível.
{\displaystyle {\ce {Al(OH)3 + HOC(O)R <-> Al(OH)2OC(O)R + H2O}}}

## Origem

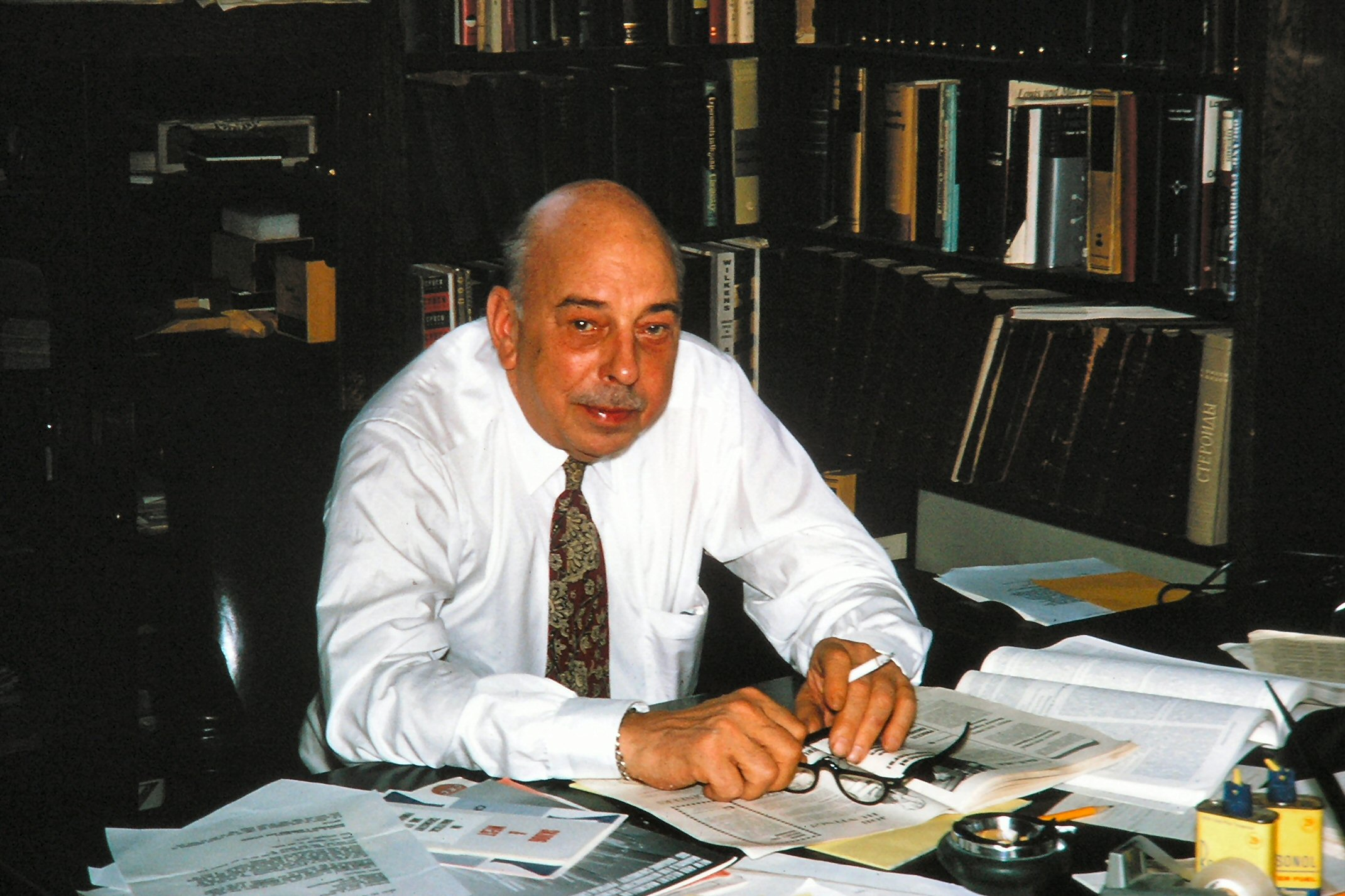
Louis Frederick Fieser, o inventor do napalm, ficou reconhecido na sua busca e teste de espessantes de gasolina para o uso militar.

O napalm foi desenvolvido em 1942 durante a Segunda Guerra Mundial nos Estados Unidos por uma equipe de químicos da Universidade Harvard liderada por Louis F. Fieser. O nome napalm deriva do acrônimo dos nomes dos seus componentes originais, sais de alumínio dos ácidos naftênicos e palmítico. Estes sais eram adicionados à substâncias inflamáveis para serem gelificadas. O nome, napalm, foi inventado por Fieser, quando usou um pó, um novo sabão, obtido pela Metasap Chemical Co., Harrison, N.J., sob o nome "Aluminum palmitate" e o misturou com naftenato de alumínio e os adicionou a gasolina, em duas formulas. Na primeira formula, da Shepherd, foi adicionado farinha de madeira, na segunda formula, da Nuodex, foi adicionado fumo negro de lamparina. A formula da Nuodex, um pó acastanhado, por causa da adição da fuligem do combustível de lamparina, se saíra melhor.
A parte final do acrônimo, que faz referência ao ácido palmítico, foi adicionado por engano, por Fieser. O engano foi devido ao produto da Metasap, que dava a entender que, o componente ativo, era o ácido palmítico. De início, o efeito do "ácido palmítico", vendido pela Metasap, deram resultados promissores e satisfatórios. Fieser e a sua equipe, pediram à diversas empresas, que vendiam palmitato de alumínio, para que dassem amostras de seus produtos, para investigação, pois os sais de alumínio, produzidos por cada empresa, diferem em propriedades nucleófilas e eletrófilas, tanto devido a pureza dos reagentes e a natureza do ambiente, onde a matéria-prima é extraída, quanto a diferentes noções de engenharia química adotadas na manufatura. Foi coletado amostras de ácidos palmítico e Neo-gorduras da Armour and Company e foram dadas à Metasap, para a formulação de palmitato de alumínio e sais de alumínio de ácidos mono e poli-insaturados. Testes posteriores deram resultados muito inferiores ao palmitato de alumínio da Metasap.
Os géis, formados pelo uso do palmitato de alumínio, são semelhantes aos que usam os ácidos graxos C17 e C18, aos ácidos margárico e esteárico, respectivamente. A adição de palmitato de alumínio é problemático, devido a sua parafinidade, ficando, facilmente, sedimentado. O engrossamento de combustíveis finos, por ácidos graxos C>12, são mais endotérmicos do que os ácidos graxos C≤12. Ácidos parafínicos formam, em sua maioria, sais de dissolução mais reversível, ou seja, géis de baixa qualidade e valor militar, géis mais duros e friáveis e com pouca adesão e aderência.

Posterior teste e resultado, a dúvida, quanto a composição e o nome "Aluminum Palmitate" do sabonete da Metasap, foi levantada. Subsequente investigação comfirmou a dúvida, o "Palmitato de alumínio" era, na realidade, sais de alumínio dos ácidos graxos totais do coco, ao qual, ácido palmítico é concendido em apenas 8% no meio.  

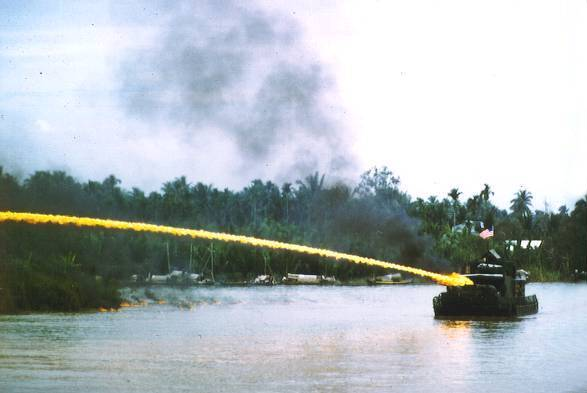
Napalm sendo usado durante a Guerra do Vietnã a partir de um barco-patrulha.

Um dos maiores problemas dos fluidos incendiários (tais como os usados nos lança-chamas) é que eles salpicam e escorrem muito facilmente devido à sua baixa viscosidade. Nos Estados Unidos descobriu-se que a gasolina sob a forma de gel aumentava o alcance e a eficiência dos lança-chamas. No entanto, no início da Segunda Guerra Mundial, para se obter gasolina gelificada era necessário usar borracha natural, a qual estava, na altura, sob forte procura e com preço elevado. O napalm veio providenciar uma alternativa mais barata.
O napalm moderno, o sucessor do napalm-A, é composto, em proporção crescente, de benzeno, gasolina de baixa octanagem e poliestireno, e é conhecido por Napalm-B (super napalm). Napalm a base de estireno polimérico e gaso-benzeno apresenta um tempo de ardência muito maior e mais controlada. Napalm-B é menos inflamável que Napalm-A, sendo, assim, menos perigoso e menos caro o seu desenvolvimento, armamento e armazenamento. Napalm-B foi sucedido por uma mistura, usada na bomba incendiária MK-77, bomba que sucedeu a BLU-27, de combustíveis de aviação à base de querosene (JP-5, JP-8) e nafta (JP-4), apresentando uma menor concentração de benzeno, tendo, também, menos impacto ao meio ambiente.

A nova mistura incendiária, a base de combustíveis, engrossada com JP-4/JP-5 ou JP-8, aumentou a adesão, aumentou a vida média de queima, além de apresentar habilidades incendiárias e penetrantes mais superiores que as do NP-A e o NP-B. Diversas misturas incendiárias são a base de combustíveis finos, voláteis e facilmente explosivos, junto a combustíveis grossos (espessante), tais como, combustíveis para aviação (JP-4, JP-5 e JP-8). A baixa inflamabilidade torna necessário a adição de oxidantes e/ou pirofóricos, combustíveis para foguetes.

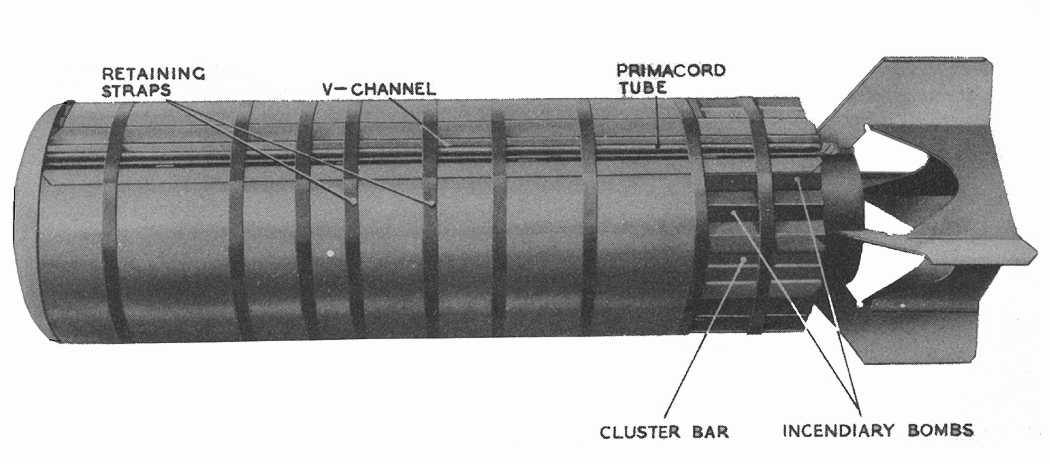
Bomba de 227 quilogramas AN-M14 2. Bombas AN-M69 são carregadas em adaptadores que são usados no fragmentador M12, M14 ou M19.

## Utilização
O napalm foi usado em lança-chamas e bombas incendiárias pelos Estados Unidos e nações aliadas, para aumentar a eficiência dos líquidos inflamáveis. A substância é formulada para queimar a uma taxa específica e aderir aos materiais. O napalm é misturado com a gasolina gélida (ou gelatinosa) em diferentes proporções para alcançar este objetivo.
Diversos lançadores foram desenvolvidos para seu uso, culminando nas armas lança-chamas utilizadas para atacar os exércitos vietnamitas no fim da década de 1960. Também foi usado contra cidades e vilarejos de civis posteriormente.
Na Segunda Guerra Mundial a Força Aérea do Exército dos Estados Unidos, sobre a Operação Meetinghouse, realizou, na noite de 9 à 10 de março de 1945, um localizado bombardeio em Tóquio, com bombas incendiárias AN-M69, preenchidas com napalm. 

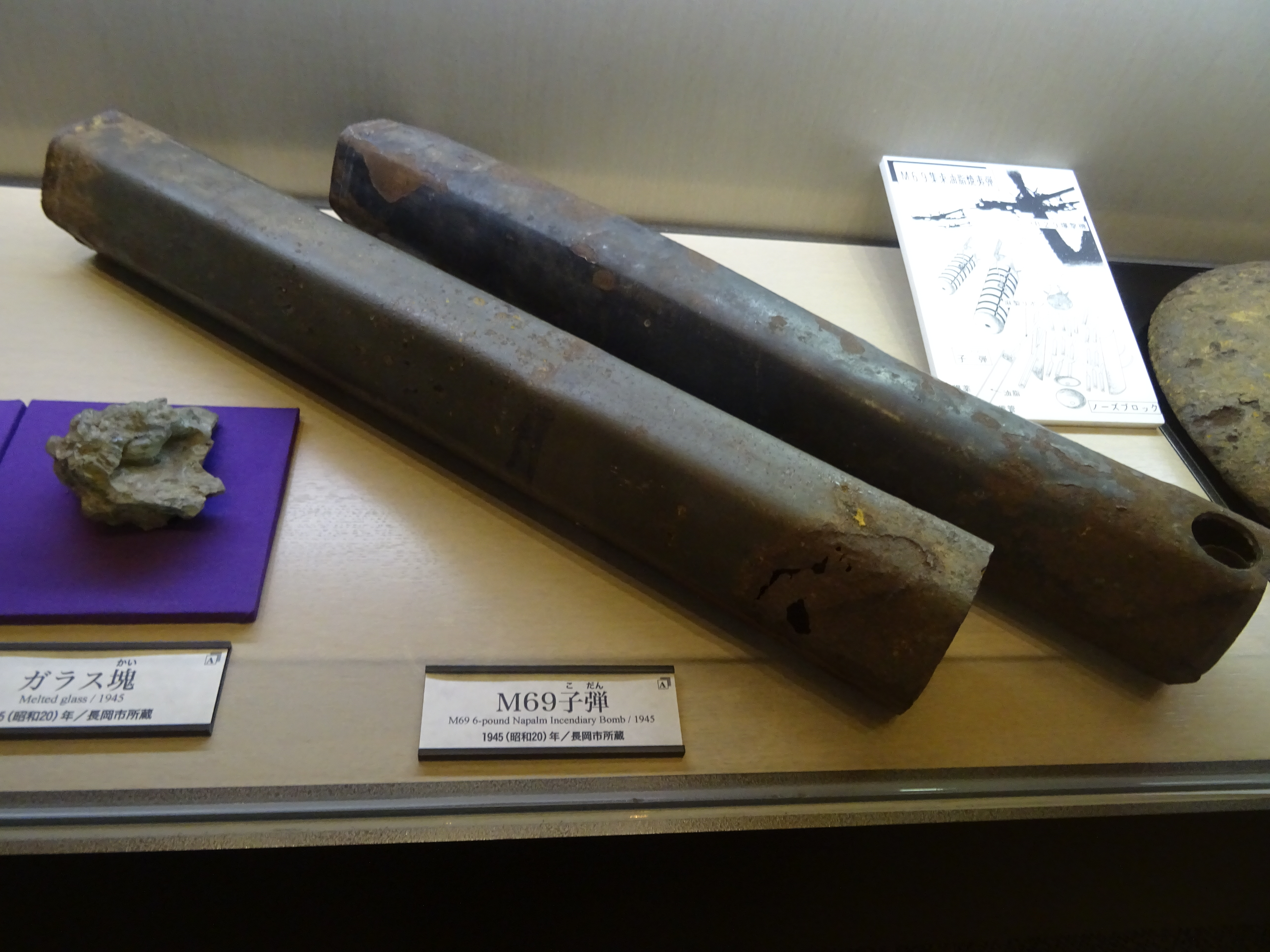
O enchimento da bomba M-69 torna-a mais resistente ao impacto. Géis de pouca viscosidade podem ser satisfatórios se forem fluidos e adesivos. O restante do programa de fabricação M-69 usou um gel de gasolina contendo 8% de Napalm. O mesmo princípio, de resistência, é usado em ICBM's.

Este tipo de armamento foi usado também pelas Forças armadas dos Estados Unidos contra guerrilhas comunistas na Guerra Civil Grega, na Coreia e no Vietnã, Laos e Camboja, durante a Guerra do Vietnã. O governo do México também utilizou napalm em 1960 contra guerrilha de Guerrero. Há notícias, também, de ter sido utilizado por Portugal nas antigas colónias de África, na chamada Guerra Colonial (1961-1974), mais notadamente na Guiné-Bissau.

Um outro efeito do napalm em bombas, consiste na desoxigenação do ar envolvente e aumento da concentração de Monóxido de Carbono os quais provocam asfixia. Uma outra utilização do napalm na Guerra do Vietnã consistiu na rápida abertura de clareiras para a aterrissagem de helicópteros.

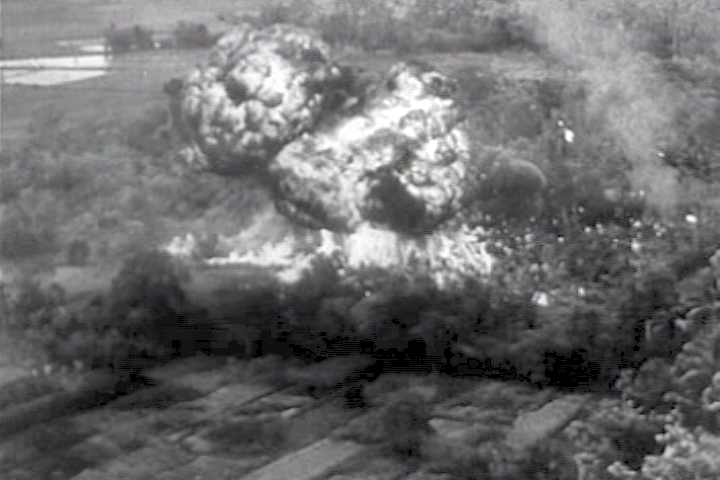
Explosão de Napalm na Indochina em 1953.

O napalm, que não é particularmente inflamável, é um pó branco higroscópico que é usado para engrossar a gasolina, mas o termo "bomba de napalm" indica o sentido de que o napalm foi usado como bomba.
Militarmente, a gasolina espessada contém 3 a 8 por cento de napalm. Bombas têm 5 ou 6 por cento; lançadores de chamas portáteis, 3 ou 4 por cento; e lança-chamas mecanizados, cerca de 8%.

## Proibição do uso contra civis
Em 1980, o uso de armas incendiárias (tais como o Napalm) contra civis foi proibido pelo Protocolo III da "Convenção sobre Proibições e Restrições ao Uso de Certas Armas Convencionais que Podem Ser Consideradas como Excessivamente Lesivas ou Geradoras de Efeitos Indiscriminados" (Convenção da ONU sobre Armas Convencionais). Entretanto, a Convenção não proíbe o uso de tais armas contra objetivos militares, desde que observadas precauções com vistas a evitar danos colaterais em populações ou bens civis.

## Composições e similares históricos
- M4: Iso, isooctal ou i-OT. Sais de alumínio do di e mono-ácido i-octanoico[13] junto aos mono e di-ácidos isooctanóicos. Composto por 98% de ácidos isooctanóicos de alumínio e 2% de argila Attasorb ou Santocel C como  antiaglomerantes. O espessante M4 tem uma densidade maior do que os espessantes M1 ou M2. O ácido 2-etilhexanóico é usado como peptizador. É empregado para a preparação de Incendiário em campo. Uma solução de 2% em gasolina tem o mesmo espessamento que o espessante M1 e M2 em 4%. Não é favorável a oxidação, ao contrário do M1, que contém ácido oleico, favorável a oxidação. Se dissolve mais rápido do que o M1, M2 e M3. É menos favorável a aglomeração que o M1 e M2. O sal de alumínio do ácido 6-metilheptanoico não é o componente mais ativo do M4, possuindo impedimento estérico.
- OT: Código-nome para Octal, a principal substância usada no espessante M3. É o sal de alumínio do di e mono-ácido 2-etilhexanoico[14] e outros mono e di-ácidos octanóicos. É o nome do espessante usado pelos canadenses.
- NP-2: Espessante M1 com sílica antiaglomerante. Consistindo em uma mistura íntima de 95% de espessante M1 e 5% de sílica "desvolatilizada" de aerogel, terra diatomácea (Celite) ou attapulgite (paligorsquite). O ácido cresílico é usado como peptizador. Usado na preparação de óleo incendiário NP tipo 2.
- OP-2: Sais de alumínio dos ácidos naftênicos. Espessante e elastificante soviético.
- PT-1 (Pyrogel)ː[15] Resumidamente, óleo de petróleo, escória carbotérmica de magnésio e IM. É uma mistura composta por 49% de "goop" Tipo C e 3% de extrato de óleo de petróleo. 10% de magnésio carbotérmico ou em cinzas (Kaiser, Permanente ou semelhante.), 30% de gasolina, 5% de nitrato de sódio ou 1% perclorato, com 3% sais de sódio do polímero de isobutil metacrilato de grau AE, NR, copolimérico ou vidro acrílico com 99% de isobutanol, como espessante. É uma mistura macia, negra e homogênea que pode ser disseminada com o uso de bombas incendiárias, as mesmas usadas no recheio de napalm. É estável, sem sinérese. O "goop" é uma pasta que consiste em pó de magnésio pirofórico (ou algum alquilmagnésio), óxido de magnésio, carbono (a mistura pode ser substituída por cinzas de magnésio), alguns destilados de petróleo e asfalto (podendo ser substituído por Gilsonite, sovaloid W, K ou C e outros minérios orgânicos.).
- L2: Linol com pó de argila cozida, do nível Dryerite ou Filterite, como antiaglomerante e secante.
- PTV: Um óleo e metal incendiário melhorado. É composto por 5,9% de polibutadieno, 28% de pó de magnésio, 6% de nitrato de sódio, 60% de gasolina e 0,1% de p-aminofenol. Ele pode suportar uma carga HE em uma bomba incendiária, enquanto outros géis têm uma tendência a quebrar após uma explosão. Os componentes da mistura podem ser combinados de forma muito simples e são adaptáveis à mistura e carregamento contínuos.
- IM-1: IM misturas são baseadas em sais de sódio ou cálcio do metacrilato ou etacrilato de isobutilo de grau AE, NR ou copolimérico[16] em gasolina. IM-1 é uma mistura de 88,75% gasolina, 3% ácido esteárico, 2% óxido de cálcio, 2% de água e poliiisobutil metacrilato de grau AE. É, quando preparado, uma mistura de gasolina e sais de cálcio do poliisobutil metacrilato e do ácido esteárico, preparados in situ, na gasolina e peptizados. O produto, recém preparado, é um líquido oleoso, adiciona-se água como peptizador, aumentando a viscosidade do produto e formando o gel. Esta família de géis foram adversárias do Napalm, acabaram por vencerem o mesmo, mas, devido aos sais sofrerem contração, algo que ocorre regularmente, quando usada em bombardeios a elevadas altitudes, as quais, temperaturas bem abaixo dos -5 graus Celsius são atingidas. A sinérese acabou por tornar, esta série de incendiários, obsoletos. Para contornar, foi adicionado asfalto como agente agregante. Posteriormente foi adicionado a pasta Goop. O agente seria utilizado como ingrediente engrossante do Pyrogel (PT-1).
- E-1429: Gel baseado em cal de metacrilato polimérico.
- NP-A: X-104B.
- Fósforo branco eutético: Composto por uma solução de P2S5 (45%) em fósforo branco (55%). Requer um espessante polimérico para melhorar a eficiência de disseminação.
- Northick: Um espessante de combustível norueguês. Feito de sabões de alumínio de uma mistura de óleo de baleia, ácido láurico e ácidos do óleo alto (ácido abiético e outros) (70:15:15).
- Metavon: Um espessante do tipo napalm. Feito pelos neerlandeses e preparado de acordo com as especificações dos EUA.
- IM-2: Uma solução contendo 87% gasolina, 5% poliisobutil metacrilato de grau NR, 2,5% ácido esteárico vendido pelo nome Hydrofol 51, 2,5% ácidos naftênicos e gelificada por 3% de neutralizante, hidróxido de sódio aquoso (40%). É os sais de sódio do PIBMA, do ácido esteárico e dos ácidos naftênicos, formados na gasolina.
- IM-3: Uma solução contendo 87,5% gasolina, 2% poliisobutil metacrilato de grau AE, 3% ácido esteárico vendido pelo nome Hydrofol 51, 3% ácidos naftênicos e gelificada por 4,5% de neutralizante, hidróxido de sódio aquoso (40%).
- IM-4: Uma solução contendo 86,5% gasolina, 3% poliisobutil metacrilato de grau AE, 4% ácido esteárico, 4% ácidos naftênicos e gelificada por 1% de neutralizante, óxido de cálcio e engrossada por 2,5% de água. É os sais de sódio do ácido poliisobutil metacrílico, formados na gasolina. Essa mistura foi considerada superior às outras formulas anteriores.
- IM-5: Uma solução contendo 93~96% gasolina, 3%  de 99,7~99,9% de poliisobutil metacrilato copolímero do ácido metacrílico, gelificada por 4% de neutralizante, óxido de cálcio e engrossada por 2,5% de água. É os sais de cálcio do PIBMA e do ácido esteárico, formados na gasolina.
- IO: Óleo incendiário, geralmente é gasolina (combustível fino) misturada com algum óleo combustível (combustível grosso). Militarmente, a gasolina, um combustível fino, tem a sua dissipação retardada pela adição de um combustível grosso, constituído por hidrocarbonetos mais gordos. O óleo, solúvel na gasolina, atua como espessante, engrossando o combustível fino, tornando-o mais viscoso e aderente à superfície de contato. O óleo diminui a volatilidade da gasolina, diminuindo o ponto de fulgor da mesma, oque acaba por afetar no tamanho da nuvem de cogumelo, muito típica de combustiveis finos de alta volatilidade. A nuvem incendiária é um fenômeno, considerado, desprezível, pois consome toda a carga, rapidamente, para fora da superfície-alvo. Fuligem é comumente adicionada e dissolvida ao óleo ou a mistura, tornando maior a meia-vida da chama. Óleos incendiários são usados como carga dos coquetéis molotov. Fuligem é dispensada por óleo queimado, uma mistura de fuligem dissolvida no óleo mineral, usada por clandestinos para os mesmos fins. Outra formulação, históricamente, utilizada é a adição de fitas de sabão, de toucador ou fundamental, à gasolina. A adição torna, logo, a solução laranja, com permiabilidade a luz, em uma cor laranja adiáfana oleosa, a adição seguintes engrossam o combustível ao ponto de um gel com propriedades semelhantes ao gel WC não in situ, bem inferiores ao gel in situ, o SOD-122.
- Agente de fusão oleoso: Constituído, aproximadamente, por 5% gasolina de alta octanagem, 10% de Benzeno, 15% de Poliestireno e 70% de uma versão da Thermate. É formulado para iniciar um incêndio. O combustível não inicia a reação do thermate.
- Agente Flamex: Composto de combustível espessado e nitrato de hidrazina. Formulado para causar queima por uma taxa específica de tempo e, posteriormente, gerar a própria explosão, causando destruição do alvo, já fragilizado.
- APA-32: Sais de etilalumínio dos ácidos m-cicloexilpropanóico e 2-metilheptanóico.
- Napalm-B: Composto por gasolina de baixa octanagem (33%), poliestireno (46%) e benzeno (21%).[17] É usado em bombas incendiárias. É adequado para empregos em climas frios. É muito menos afetado por ambientes quentes e desérticos e climas frios, como o do alasca.[18]
- Agente de chama de nitrilo: Um sistema de agente de chama - composto de gel de acrilonitrila com um terpolímero contendo grupos de ácido carboxílico reativos com um composto reticulador orgânico e produz um fluxo de calor condutor aprimorado.
- Fluidos adotados pelos soviéticos.
  - KS mistura: Fósforo branco em dissulfeto de carbono. É um agente viscoso; líquido oleoso, amarelo-esverdeado, com odor de ovo podre. É espontaneamente inflamável, por isso, históricamente, costuma ser usado sem um estopim. No entanto, a fim de evitar qualquer ignição retardada, espoletas pirotécnicas ou ampolas de cloreto de cromila são frequentemente adicionadas. Sua temperatura de combustão é de 800 °C a 1000 °C e emite fumaça esbranquiçada.
  - Mistura No. 1: Foi uma mistura de óleos minerais não refinados de cor marrom escuro. Tem que ser aceso antes de ser lançado. A ignição era realizada com fósforos, primers, ampolas de cloreto de cromila ou misturas de clorato/áçucar. A temperatura de combustão era de 600 °C a 700 °C.
  - Mistura No. 2: É uma mistura viscosa de petróleo e benzeno com uma mistura de espessantes, ozocerita e terra diatomácea. Ácido sulfúrico concentrado era frequentemente adicionado, neste caso, uma ampola contendo um dispositivo de ignição de perclorato de potássio é usada. A temperatura de combustão é de 600 °C a 700 °C.
  - Mistura No. 4: É composto de fósforo branco em um solvente orgânico, como a gasolina. A gasolina geralmente é engrossada com OP-2, um sal de alumínio do ácido naftênico. Esta mistura é auto-inflamável.
- Octogel: Um espessante de combustível francês que consiste em di-2-etilhexanoato de alumínio (semelhante ao espessante M3) para lança-chamas.
- Nagel: Octogel com a incorpora de um enchimento de argila, considerado eficaz na melhoria da vida útil de armazenamento do combustível espessado.
- Flammöl Nr.1: Uma mistura, em proporções específicas, entre gasolina/petróleo e óleo diesel. Foi uma mistura usada nos lança-chamas alemães. Faz parte dos IO's.
- Gel improvisado D-1: Diversas amostras de fornecedores de sais de alumínio foram testadas para gelificação. Sais de alumínio dos ácidos graxos para uso comercial, hidrorepelentes para construção civíl. Majoritariamente, composto por sais de alumínio dos tri-ácidos graxos do sebo de origem animal. Testes de origem e estrutura demonstraram que o triácido de alumínio não tinha poder gelificante, mesmo com soluções de 20%~50%. A queima do combustível, com sais de alumínio provindos de sabões de pH neutro, depositou um filme resinoso. Os sais, dos respectivos, foram considerados inadequados. A possível demanda, por grandes quantidades, poderia gerar a excasses do gelificante padrão A e B. Um método, que tornou aplicável o uso de tais fontes, foi a adição de uma solução alcalina, de hidróxido de sódio em etanol, na solução combustível.
- Gel WC (Westco gel): Mistura de sabés de sódio dos ácidos oleico, linoleico, esteárico, palmítico, mirístico e linolênico, em ordem decrescente e gerado in situ, com combustível de jato (JP-1, JP-4, JP-5 e JP8). Alternativamente, é formado pela dissolução de sabão de sódio na querosene, e pela dissolução de graxa fundamental de sódio na gasolina. Descrito como um gel nublado, com grande viscosidade, baixa elasticidade e apresentando um bom corpo. Tem um tempo de chama bem inferior ao do Napalm. É uma mistura instável, o gel não escorre, mas sofre sinérese, ou seja, o combustível tende a escorrer da massa. É usado como agente antinévoa e antiexplosivo nos combustíveis de aviação. Uma solução de 5% forma um sólido quebradiço, 2% forma um sólido, ~1% forma um gel. Os géis são instáveis.
- T-55: Um espessante de combustível sueco feito de sabonetes de alumínio de ácidos do óleo leve com Cellosolve (2-etoxietanol) adicionado como um estabilizador.
- Gel e goma W: Sais de alumínio dos subprodutos de ácidos graxos da indústria de embalagem de carne ou sais de alumínio dos mono e di-ácidos graxos do sebo de origem animal. A produção de sabão de alumínio, de origem animal, é considerada insatisfatória. O sabonete de alumínio, preparado a, aproximadamente, 51 °C foi considerado satisfatório para espessar gasolina a 50 °C.
- SOD-122: Uma mistura de 81,25% gasolina com 6,5% querosene. O combustível é adicionado 3% de óleo de ricino, 1,75% de resina, 3,5% de ácido esteárico e uma solução de  2% hidróxido de sódio com 2% de água. Foi o melhor gel formado pela equipe da SOD. Acabou por perder para equipe do laboratório Gibb's de Havard (Grupo de Fieser) e para o gel do grupo da DuPont (IM gel). O gel foi considerado bom, mas de qualidade incendiária inferior em comparação com o Napalm (X-104) e o IM (Tipo 1). Nunca chegou a ser utilizado no recheio da AN-M69 (E1~Experimental-1).
- F-70: Baseado em metacrilato polimérico com resina, hidróxido de sódio e gasolina.
- M1: Sucessor da formula original, dos sabões de alumínio, não coprecipitados, dos ácidos naftênicos integrais e dos ácidos graxos totais do coco[19]. É um complexo graxo do alumínio. Gerado a partir da adição de Sulfato de alumínio hidratado a uma mistura de 2 partes de ácidos graxos do coco, 1 parte de ácido oleico e 1 parte de ácidos naftênicos. É descrito pelo código-nome de X-104. M1, em grau técnico, é um pó acastanhado, seco e não aderente. A porcentagem de espessante usado varia de 2% para combustíveis muito finos a 12% de maior consistência. O peptizador usado é o ácido cresílico. Usado na preparação de combustíveis para lança-chamas do M4A2.
- JP-4: 50/50 querosene com gasolina (nafta), pode-se também, 50/50 JP-5 com gasolina.
- Opalm: Um espessante suíço a base de poliisobutileno.
- Mk-77 mod 5: Combustível e espessador JP-4/JP-5 ou JP-8.
- Gel e goma Steolate: Sais de alumínio dos mono e di-ácidos esteárico e oleico, contendo ácido oleico livre (estabilizante). O sabonete foi dissolvido na gasolina, agitado por 3 minutos, mantido em descanso, em recipiente fechado, por 15 horas e envelhecido por mais 15 horas, em um forno a ar,. O gel é formado após 3 horas de envelhecimento. A adição do ácido oleico, no sabão, diminuiu a viscosidade do gel.
- F-2386: Gél de etilcelulose (7-10%).
- Gel e goma Linol: Linol é uma substância impura, composta de diversos ácidos graxos, presentes e extraídos da soja. É um acrônimo dos principais ácidos graxos, os ácidos linoleico e oleico. É um sal de alumínio monobásico. É uma goma pseudo-polimérica transparente para branco e amarelado lustroso (pós-síntese). Hidratado (pós-síntese), é uma massa branca, desidrata para uma massa borrachosa semitransparente para transparente, com diminuição do efeito pegajoso. Na forma pegajosa, é um sal elástico de grande viscosidade. É sintetizado na forma de flocos de grande auto-afinidade, grande capacidade auto aglomerante. Os flocos formam um, fino, filme amarelo-queimado com estrutura cristalina. É hidro-repelente, mesmo na presença de soluções aquosas de sabão, é insolúvel na água. Linol é substituinte satisfatório, para o ácido oleico, no napalm. É rapidamente solúvel em compostos apolares, tais como: Gasolina, diesel, querosene e outros solventes orgânicos.[20]
- Gel e goma LSO: Lastol é uma mistura de sais de alumínio dos mono e di-ácidos graxos de sebo e da soja. Diversos sabões comerciais, apresentando um pH neutro (9~11), foram usados como matéria-prima para gelificantes a base de alumínio. O sal, do ácido graxo, foi consumido pela gasolina com o álcool, préviamente, extraído. O consumido não gelificou a gasolina, a emulsão ficou branca, provavelmente, devido a presença de umidade no produto. As adições seguintes gelificaram a gasolina. O gel de gasolina, e outros combustíveis finos, apresentara em um gel fino e nublado. O gel de querosene se apresentara como um gel viscoso, grudento e de grande elasticidade. O gel de 10% LSO e 50/50% gasolina e querosene formou, inicialmente, um líquido com aspecto de calda de maça, após o envelhecimento, formou um gel elástico com alta aderência. Nenhum gel formou uma massa corpórea e o engrossante não se dissolveu completamente. Os combustíveis foram considerados inadequados e de baixa qualidade. O combustível diesel, préviamente com sulfonatos e sulfatos, repeliu o sal,[21]
- PP: Parafina-petróleo mistura. Uma série de misturas de destilados, e misturas dos mesmos, com cera parafina. A mistura gera um semi-sólido nublado. A mistura de gasolina com parafina tende a formar um gel quebradiço de cor laranja nublado para um gel encorpado de tom rosa alaranjado. A parafina torna o combustível fino menos explosivo. Foi uma das primeiras misturas incendiárias. Continua aceso por 30 segundos e 2 minutos.
- PT-2: Uma mistura superior ao PT1. É uma mistura composta por 30% de "goop" Tipo C, 8% Nitrato de sódio, 10% de magnésio carbotérmico ou em cinzas (Kaiser, Permanente ou semelhante.), 44% de gasolina e espessada com 8% GR-S (Buna-S) e 0,2% monocloreto de enxofre como iniciador de polimerização. Acima de 1% o material engrossante é denominado de mostarda de Buna-S, devido ao relativo efeito vesicante do produto da reação do substrato Buna com reagente cloreto de enxofre. O IM-1 acabou sendo retirado da mistura, devido a seu obsoletismo. O PT-2 (Pyrogel-2) tem um pico abrupto de queima, semelhante a thermite. Seu pico é mais cedo do que o do Pyrotechnic gel-1.
- PT-3: Uma mistura inferior ao PT-4. É uma mistura sem o goop. Contém 6,5% Nitrato de sódio, 30% de magnésio carbotérmico ou em cinzas (Kaiser, Permanente ou semelhante.), 10% de uma liga de magnésio e alumínio, 37,5% de gasolina e espessada com 6% GR-S (Buna-S) e 0,2% monocloreto de enxofre como iniciador de polimerização. O goop acabou sendo retirado da mistura. O PT-3 (Pyrogel-2) tem um pico abrupto de queima, semelhante a thermite. Seu pico é mais cedo do que o do Pyrotechnic gel-1 e PT-2 e mais energético que ambos.
- FAA 1069-1/JP-4
- Espessante experimental E10 (GRS-XP268): 94% de polibutadieno contendo 3% de talco e 3% de palmitato de sorbitano (Span 40). O polímero não é reproduzível em grandes lotes de produção para esta aplicação. Testado para mistura em campo de combustíveis lança-chamas portátil. Insatisfatório para combustíveis lança-chamas mecanizados.
- Flammöl Nr.19: Uma mistura, em proporções específicas, entre gasolina/petróleo e alcatrão. Foi uma mistura usada nos lança-chamas alemães. Faz parte dos IO's.